# En Guds soldat drar ut i krig
En Guds soldat drar ut i krig är en ursprungligen engelsk psalmsång med text av Harry Read och musik av generalen i Frälsningsarmén John Larsson.

## Publicerad i
- Frälsningsarméns sångbok 1990 som nr 606 under rubriken "Strid och kallelse till tjänst".